# Psyttalia novoirlandicus
Psyttalia novoirlandicus är en stekelart som först beskrevs av Fischer 1971.  Psyttalia novoirlandicus ingår i släktet Psyttalia och familjen bracksteklar. Inga underarter finns listade i Catalogue of Life.